# Basse-lisse
Basse-lisse (franska: låg varp) är ett begrepp som ursprungligen omfattar alla typer av tyg som vävs i vävstolar med liggande varp, i motsats till stående varp haute-lisse (Hög varp), men används om tyger av gobelängtyp som vävts med liggande varp.
Vävande med Basse-lisse sker ungefär som vid haute-lisse med inplockande av trådarna från avigsidan, men är bekvämare och tillåter användade av trampor. Det har främst använts för smalare och mindre vävar.